# Absolutes Gehör
Als absolutes Gehör oder Tonhöhengedächtnis bezeichnet man die Fähigkeit eines Menschen, die Höhe eines beliebigen gehörten Tons ohne Hilfsmittel exakt zu bestimmen, d. h. seine Tonklasse innerhalb eines Tonsystems (wie C, Cis, D, Dis usw.) zu benennen, ohne dabei einen bestimmten Bezugston zu hören. Weitgehend ungeklärt ist, welche neuronalen Zusammenhänge dies erreichen und welche Funktionen im Gehirn dazu benötigt werden.
Galt bis etwa 2000, dass diese Fähigkeit angeboren und nicht erlernbar sei, ist diese Lehrmeinung mittlerweile überholt. Das absolute Gehör kann innerhalb eines kritischen Zeitfensters von einigen Kindern im Alter von bis zu 6 Jahren durch musikalische Erfahrung bewusst oder unbewusst erlernt werden.

## Ursprung
Viele Menschen mit absolutem Gehör sind in einem musikalisch aktiven Elternhaus aufgewachsen. Kinder, die im Alter von drei Jahren bereits ein Instrument spielen gelernt haben, hören sehr viel häufiger absolut: 90 % von mehr als 1000 befragten Berufsmusikern, die in diesem Alter zu musizieren begannen, haben ein absolutes Gehör, während diejenigen, die erst im Grundschulalter zu musizieren begannen, nur zu 42 % diese Fähigkeit besitzen. Solche Erfahrungswerte legen die Annahme nahe, dass Absoluthörer ihre Fähigkeit durch ausgiebigen Kontakt mit Musik in der Kindheit erlangt haben. Nach einer alternativen Erklärung ist das absolute Gehör eine angeborene Fähigkeit, die durch die regelmäßige Wahrnehmung gestimmter Musikinstrumente in der Kindheit nur erhalten bleibt, also nicht verloren geht.
Weiterhin wird angenommen, dass der in den ersten drei bis fünf Lebensjahren gebildete Vorrat an bewusst erkennbaren und daher eigenständig interpretierbaren Phonemen und Tonemen in der Phase der frühkindlichen Sprachentwicklung durch regelmäßiges Musiktraining langfristig um den musikalischen Tonvorrat im Sinne eines verlässlichen Tongedächtnisses erweiterbar ist. Für diese Annahme spricht das häufiger vorkommende absolute Gehör bei Kindern, deren Muttersprache einen melodischen Anteil bei der Worterkennung aufweist (zum Beispiel in einigen afrikanischen und chinesischen Sprachen, siehe nächster Absatz).
Solche Thesen erklären jedoch noch nicht, warum Kinder, die keine musikalische Früherziehung genossen haben und die zudem eine der weniger melodisch-harmonisch interpretierenden Muttersprachen erlernt haben, dennoch ein stabiles absolutes Gehör besitzen können. In den Neurowissenschaften wird (Stand 20. Jahrhundert) angenommen, dass viele Absoluthörer möglicherweise in einem relativ weiten Spektrum zwischen absolutem Gehör (Tonerkennung ohne Referenzton) und relativem Gehör (Tonerkennung mit Referenzton) hören, jedoch nur wenige Personen über das genuin veranlagte absolute Gehör verfügen, da nur bei ihnen die Gehirnstrukturen im Planum temporale des Lobus temporalis in der linken Gehirnhälfte während des Hörens nachweislich aktiviert sind.
2009 fand Elisabeth Theusch einen Zusammenhang zwischen absolutem Gehör und Genen auf Chromosom 8 bei Europäern beziehungsweise Chromosom 7 bei Asiaten. Es ist nicht klar, ob diese Gene eine notwendige Voraussetzung für den Erwerb des absoluten Gehörs sind oder lediglich seine Entstehung begünstigen. Menschen mit dem Williams-Beuren-Syndrom, das auf einer genetischen Besonderheit von Chromosom 7 basiert, verfügen signifikant häufiger über ein absolutes Gehör, was ebenfalls für einen Zusammenhang mit der genetischen Ausstattung spricht.
Die vielfältigen Erklärungsansätze verweisen insgesamt auf komplexe Entstehungsbedingungen für ein absolutes Gehör.

## Verbreitung
Das absolute Gehör ist bei musikalischen Laien angeblich sehr selten. Nach Eckart Altenmüller besitzen von 1000 Personen etwa eine bis drei diese Fähigkeit. Bei den Berufsmusikern seien es etwa zehn Prozent.
Die Musikpsychologin Diana Deutsch konnte zeigen, dass die Sprecher von Tonsprachen sehr viel häufiger ein absolutes Gehör besitzen: So zeigt eine Untersuchung in den USA, dass 52 Prozent der chinesischen Musikstudenten „absolut“ hören. Die Ursache liegt vermutlich in den dortigen Landessprachen begründet. In der chinesischen Standardsprache Mandarin variiert die inhaltliche Bedeutung einer Silbe mit der melodischen Kontur, in der sie ausgesprochen wird. Deshalb wird mit dem Erlernen der Sprache auch die Erkennung von Tonhöhen trainiert.
Die Fähigkeit zum absoluten Hören wurde auch bei einigen Tierarten nachgewiesen, darunter Wölfe, Blauwale, Mäuse, Fledermäuse und Vögel. Das Erkennen bestimmter Tonhöhen ermöglicht die Identifikation von Sexualpartnern und Beute. Möglicherweise wird von Blauwalen auch die Bewegungsrichtung der Schallquelle anhand des Dopplereffektes erkannt.

## Varianten
Es wird unterschieden zwischen dem passiven (die Höhe gehörter Töne kann angegeben werden) und dem aktiven absoluten Gehör (gewünschte Töne können aus dem Stegreif gesungen werden), wobei das aktive absolute Gehör das passive beinhaltet. Das aktive absolute Gehör setzt zusätzlich eine ausgeprägte musikalische Vorstellungskraft voraus.
Eine unter Sängern stärker verbreitete Eigenschaft ist, unbewusst absolut zu hören: Sie können zum Beispiel den Anfangston einer Melodie richtig singen, ohne ihn benennen zu können. Von Instrumentalisten ist ferner bekannt, dass manche den Stimmton, z. B. das a, durch jahrelange Übung ohne Stimmgabel in exakter Tonhöhe einstimmen oder singen können.
Durch Übung kann eine „schwächere“ Form des absoluten Hörens zum aktiven absoluten Gehör verbessert werden.
Die Gabe zur Ton-Farb-Synästhesie ist eine besondere Art der absoluten Gehörfähigkeit und ist mit dem passiven Absoluthören vergleichbar. Weitere Arten differenzieren sich zum Beispiel dadurch, dass nur ein einziger Ton oder statt einzelner Töne nur Tonarten absolut gehört werden.
Aufgrund verschiedener Arten absoluten Hörens hat man also genau genommen nicht „das absolute Gehör“, sondern „ein absolutes Gehör“.

## Genauigkeit des absoluten Gehörs
Bei der Entscheidung, ob ein Mensch absolut hört, spielt die geforderte Genauigkeit der absoluten Hörfähigkeit eine Rolle. So können manche Absoluthörer den richtigen Ton auf wenige Cents genau bestimmen, während andere lediglich auf einen Halbton (hundert Cents) genau hören. Diese Genauigkeit kann auch durch Training verbessert werden oder sich durch Entwöhnung verschlechtern.
Die Genauigkeit des absoluten Gehörs ist nicht pauschal bestimmbar. Teilweise ist das absolute Gehör nur in mittleren Frequenzbereichen ausgeprägt oder von der Quelle der Töne abhängig. Ein „selektives absolutes Gehör“ liegt beispielsweise vor, wenn Töne, die auf dem Klavier gespielt werden, gut erkannt werden, nicht aber Töne von anderen Instrumenten. Aber auch diese Eigenschaft kann man sich antrainieren. Experimentell konnte nachgewiesen werden, dass das absolute Gehör auch bis zu einem gewissen Grad manipulierbar ist, was der Fähigkeit zur Anpassung an die jeweilige Stimmung entspricht (siehe Kammerton).
Viele Musiker erleben im hohen Alter zunehmende Schwierigkeiten bei der Nutzung ihres bislang stabilen absoluten Gehörs. Sie nehmen die Töne als höher wahr, als sie tatsächlich sind. Die physiologischen Ursachen dieser Verschiebung, oft um einen Halbton, sind unbekannt.

## Relatives Gehör
Die meisten Menschen unterscheiden Tonhöhen relativ, das heißt, es werden nicht Tonhöhen beurteilt, sondern Intervalle. Relativhören ist eine Art der kategorialen Wahrnehmung. Ein Relativhörer kann jede Folge zweier Tonfrequenzen als ein bekanntes Intervall erkennen, unabhängig von den absoluten Frequenzen.
Menschen mit einem absoluten Gehör haben in der Regel auch ein überdurchschnittlich gutes relatives Gehör. Relativhörer können im Rahmen der Gehörbildung jedoch nicht lernen, durch Memorieren eines gegebenen Referenztones (z. B. von einer Stimmgabel) Töne absolut zu erkennen.

## Sonstiges
- Der blinde Joybubbles (1949–2007) konnte dank seines absoluten Gehörs den 2600-Hz-Ton des Steuersignals zur Gesprächsweitervermittlung bei Telefonen mit Mehrfrequenzwahlverfahren pfeifen.
- In Die Partitur des Grauens, dem zwölften Film des japanischen Anime Detektiv Conan, spielt das absolute Gehör eine besondere Rolle.